# Брукенталија
Брукенталија (лат. Bruckenthalia spiculifolia) је вишегодишња биљка из фамилије Ericaceae. Иако је издвојена из рода Erica због изгледа чашичних и круничних листића, често се и даље сврстава у овај род. Начелно, на Балканском полуострву, у најширој употреби је назив Bruckenthalia spiculifolia. Врста се јавља у југоисточној Европи и Малој Азији.

## Опис врсте
Брукенталија је зимзелена биљка, жбунасте форме, висока 10-25 cm. Листови су карактеристични за фамилију Ericaceae - линеарни, дуги 3-6 mm и фино зашиљени. Цветови се налазе у вршним гроздастим цвастима. Чашица и круница су звонастог облика и ружичасте боје. Цвета од јуна до августа. Плод је чаура, округластог облика, дужине од око 2 mm, са врло ситним семеном. Плодови сазревају од августа до септембра.

## Распрострањење у Републици Србији
Брукенталија у Републици Србији настањује силикатне планине, на надморским висинама од 1000 m до 2400 m. Ацидофилна је врста и саставни је део планинских вриштина, са боровницом Vaccinium myrtillus и црнозрном боровницом Vaccinium uliginosum. Брукенталија је глацијални реликт и јединствени елемент флоре Балканског полуострва.

## Галерија
- Цваст брукенталије
- Брукенталија на Бесној Кобили
- Брукенталија
- Брукенталија
- Брукенталија на стеновитом станишту
- Брукенталија на камењару